# Engbert Wilmink

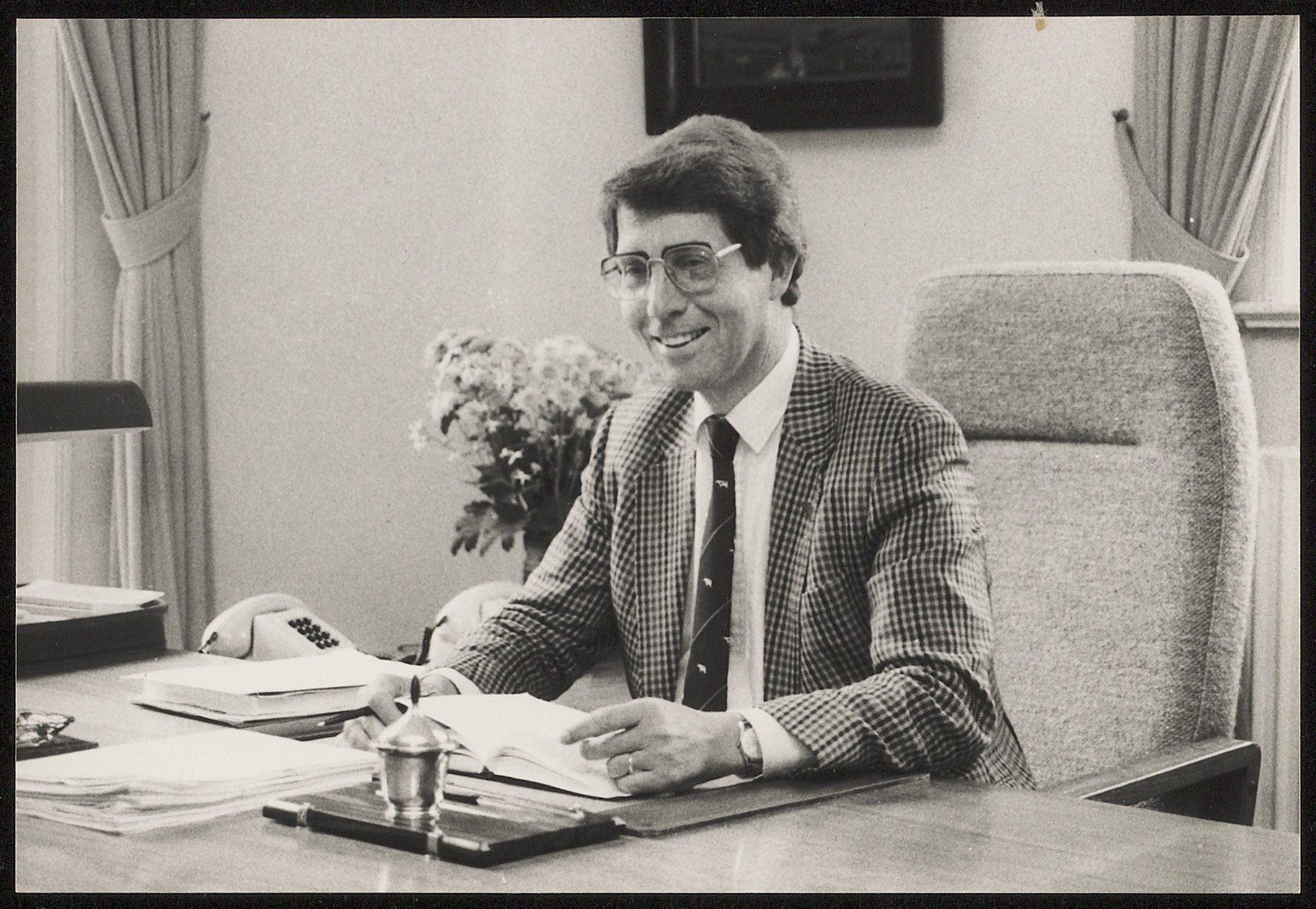
Mr. E. Wilmink, burgemeester van Lochem

Engbert Wilmink (Diepenveen, 23 februari 1932 – Lochem, 29 november 1992) was een Nederlands politicus van de PvdA.
Hij werd geboren als zoon van mr. Engbert Wilmink (1886-1973) die toen in Nederlands-Indië tijdelijk buitengewoon lid was van de Bataviasche Raad en later voorzitter van de Appel Raad in Batavia en president van de Raad van Justitie in Batavia zou worden. Engbert Wilmink jr. bracht zijn jeugd vooral door in Nederlands-Indië waar hij de Japanse bezetting heeft meegemaakt en ook geïnterneerd is geweest. In 1946 keerde hij terug naar Nederland waar hij na zijn studie aan het Alexander Hegius Gymnasium in Deventer aan de Rijksuniversiteit Groningen is afgestudeerd in de rechten. Hij werd in Amersfoort directeur van de stichting Nationaal Overleg voor Gewestelijke Cultuur (NOGC) en kwam in 1970 in de gemeenteraad van Hoevelaken waar hij in 1971 ook wethouder werd. In augustus 1974 volgde zijn benoeming tot burgemeester van Zaltbommel. In februari 1985 werd Wilmink de burgemeester van Lochem waarbij Joop Postma, zijn voorganger in Lochem, hem opvolgde in Zaltbommel. Wilmink ging in maart 1992 vervroegd met pensioen en later dat jaar overleed hij op 60-jarige leeftijd.